# Betsy Perk
Christina Elizabeth (Betsy) Perk (Delft, le 26 mars 1833 - Nimègue, le 30 mars 1906), est une écrivaine néerlandaise de romans et de pièces de théâtre et une pionnière du mouvement féministe néerlandais qui écrit sous les pseudonymes de Philemon, Liesbeth van Altena et Spirito. Elle est connue comme membre fondatrice de l'Algemeene Nederlandsche Vrouwenvereeniging Arbeid Adelt (Association générale hollandaise des femmes 'Labor Ennobles'), du magazine féminin Onze Roeping et de l'hebdomadaire pour femmes Ons Streven en 1869, ce dernier étant le premier périodique féminin du pays. Par la suite, son influence et son activisme diminuent en raison de sa mauvaise santé et elle se concentre alors principalement sur l'écriture de romans historiques. Elle est enterrée au cimetière Rustoord à Nimègue. 

## Jeunesse
Perk grandit dans une famille assez riche et nombreuse ; ses parents sont Adrianus Perk et Lessina Elizabeth Visser. Son père, un marchand, s'est marié trois fois et elle est sa troisième fille de son deuxième mariage. En conséquence, Perk a trois frères, trois demi-sœurs et cinq demi-frères. Elle vit avec sa belle-mère, Theodora Veeren, jusqu'en 1876. L'un de ses frères est le père du poète Jacques Perk (en). 

## Carrière
Dès son plus jeune âge, elle s’intéresse de près à l’écriture : elle publie des histoires à 19 ans et son premier roman, Een kruis met rozen, est publié en 1864. Son père est assez riche pour envoyer ses fils suivre une formation universitaire, mais pas ses filles. Dans les années 1860, sa vie est  bouleversée : son fiancé rompt leurs fiançailles en 1866 et son père meurt. Perk commence à publier des articles féministes, affirmant que les hommes et les femmes devaient être valorisés équitablement, même s'ils présentent des différences biologiques. 
Elle fonde Ons Streven en 1870, le premier périodique pour femmes du pays, mais quitte le magazine après le premier numéro, car l'éditeur a placé les deux rédacteurs en chef sur un pied d'égalité, et elle craint que le magazine ne publie des articles anti-émancipation. En réponse, elle fonde un autre magazine, Onze Roeping (Notre appel) dans lequel elle suggère notamment que le travail des femmes mariées et non-mariées favorisent le bien-être du pays. En 1871, elle créé Arbeid Adelt, une association de femmes dont Onze Roeping est le journal officiel, mais elle se dispute rapidement avec des collègues : l'organisation vend des travaux de broderie fait par des femmes pauvres dans des bazars et contrairement à ses collègues, Perk souhaite que le nom des créatrices soit citées : « son ambition est la reconnaissance du travail comme mode de vie digne ». Un certain nombre d'associées se séparent d'elle et fondent alors une organisation concurrente. Au sein de sa propre organisation, elle est rapidement mise à l'écart. 
Sa dernière tentative pour faire connaître ses idées et gagner simultanément sa vie remonte à 1873, lorsqu'elle devient conférencière et part en tournée avec sa compatriote féministe Mina Kruseman (en). Tandis que les deux femmes publient leurs idées dans les mêmes magazines, le flamboiement de Kruseman est comparé dans la presse a la modestie de Perk. À la fin de la tournée, le travail public de Perk sur le féminisme évolue. Ces années ont demandé beaucoup d'activité physique et elle se retire finalement à Valkenburg, où elle fait des tournées avec son âne et écrit son autobiographie, Mijn ezeltje en ik. Een boek voor vriend en vijand (« Mon âne et moi: un livre pour ami et ennemi », 1874), dans lequel elle règle ses comptes avec le monde de la littérature et du féminisme. Il est cependant clair qu'elle en a fini avec le mouvement féministe, mais elle reste une fervente partisane de l'émancipation. 

## Dernières années
Perk défend le droit de vote des femmes et, en 1894, rejoint la Vereeniging voor Vrouwenkiesrecht, qui vient d'être fondée. Le mouvement des femmes semble l'avoir oubliée : elle n'est pas invitée à la grande exposition nationale sur le travail des femmes de La Haye en 1898. De retour aux Pays-Bas, elle emménage à Arnhem en 1890 puis à Nimègue en 1903. Elle consacre ses dernières années à l'art.

## Œuvres choisies
- Een kruis met rozen, 1864
- Wenken voor jonge dames ter bevordering van huiselijk geluk, 1868
- Elisabeth van Frankrijk, 1870
- Mijn ezeltje en ik. Een boek voor vriend en vijand, 1874
- De sterren liegen niet!, 1875
- Elisabeth de Jonkvrouw van 't kasteel te Valkenburg. Drama in voetmaat en vijf bedrijven uit 1355, 1878
- Valse schaamte, 1880
- Mejonkvrouw de Laval onder de keizers Alexander I en Nikolaas van Rusland, 1883
- De laatste der Bourgondiërs in Gent en Brugge 1477-1481, 1885
- Yline, prinses Daschkoff-Worenzoff. Uit de geschiedenis van Rusland, in de laatste helft der vorige eeuw, 1885
- Een recruut op Corsica onder luitenant Napoleon Bonaparte, 1887
- De wees van Averilo, 1888
- Kijkjes in België, 1888
- In het paleis der Bourgondiërs te Brussel, 1889
- Kapitein Flahol, 1890
- Een moederhart, 1896
- Jacques Perk, 1902